# Desmond Thompson
Desmond Thompson (Southampton, 4 dicembre 1928 – Rotherham, luglio 2010) è stato un calciatore inglese, di ruolo portiere.

## Biografia
Suo padre George e suo fratello maggiore (che si chiamava a sua volta George) sono stati entrambi dei calciatori professionisti (peraltro giocavano a loro volta come portieri).

## Carriera
Nella stagione 1949-1950 Thompson gioca con i semiprofessionisti del Gainsborough Trinity, per poi a fine stagione venire ceduto allo York City, club con cui trascorre le stagioni 1950-1951 e 1951-1952 giocando da titolare in terza divisione, per un totale di 80 presenze in questa categoria. Nell'estate del 1952 viene acquistato dal Burnley, club di prima divisione, con cui dopo 22 presenze nella stagione 1952-1953 trascorre la stagione 1953-1954 da titolare fisso (37 presenze) e la stagione 1954-1955 da portiere di riserva (3 presenze). Passa quindi allo Sheffield Utd, con cui nella stagione 1955-1956 gioca 6 partite in prima divisione; resta alle Blades anche nei successivi cinque campionati, tutti giocati in seconda divisione, nei quali è sempre il portiere di riserva del club (gioca infatti 11 partite di campionato in cinque stagioni), oltre che nel triennio 1961-1964, disputato nuovamente in prima divisione, categoria in cui gioca ulteriori 8 partite (una nella stagione 1961-1962 e 7 nella stagione 1963-1964). Nel 1964, dopo 25 partite in nove stagioni, lascia lo Sheffield United e va a giocare un'ultima stagione ai semiprofessionisti del Buxton, per poi all'età di 37 anni ritirarsi.
In carriera ha totalizzato complessivamente 147 presenze nei campionati della Football League.